# Kilomètre zéro (film, 2007)
Pour les articles homonymes, voir Kilomètre zéro.
Pour plus de détails, voir Fiche technique et Distribution.
Kilomètre zéro (Нулевой километр, Nulevoy kilometr) est un film d'action russe réalisé par Pavel Sanaïev (ru) et sorti en 2007.

## Synopsis
Konstantin et Oleg arrivent de Mourmansk à Moscou. Kostia espère devenir un vidéaste professionnel. Oleg espère obtenir un bon statut social en s'installant dans la capitale. Ils deviennent cependant amis, se soutenant mutuellement dans tout ce qu'ils entreprennent, chacun suivant sa propre voie.
Le hasard les fait rencontrer l'entrepreneur Chepilov. Celui-ci remarque immédiatement le talent d'Oleg pour persuader les gens de faire ce qu'ils n'aiment pas. Chepilov lui offre un emploi dans une société immobilière. Les choses se compliquent lorsque Kostia tombe amoureux de la ballerine Alina, l'ancienne fiancée de Chepilov, qu'il espère reconquérir.
Chepilov annule le spectacle d'Alina, qui devait être déterminant pour sa carrière. Mais Kostia tourne un clip vidéo d'Alina, qu'elle envoie à Londres, et on lui propose bientôt de signer un contrat.
Alina doit maintenant faire un choix : l'amour ou la carrière. Après tout, l'une des conditions du contrat est de rompre toute relation avec Kostia. Kostia doit également choisir entre partir avec Alina ou accepter la proposition d'un célèbre producteur et réaliser son rêve. Oleg doit décider ce qui est le plus important pour lui : l'amitié ou le statut social.
Oleg se rend compte que l'affaire pour laquelle il a tourné le dos à son ami est plus inquiétante qu'il n'y paraît. Oleg est en danger, la seule personne qui puisse l'aider est Kostia. Mais Kostia, tout comme Alina, est un témoin potentiel dans l'affaire Chepilov, et pour eux la chasse a déjà commencé. Kostia doit maintenant sauver non seulement sa fiancée bien-aimée et lui-même, mais aussi un ami qui l'a trahi. Il simule la mort d'Oleg, Chepilov l'apprend et cesse de le rechercher. Oleg, quant à lui, part pour son pays d'origine. Alina décide de rester avec Kostia sans signer de contrat.

## Fiche technique
- Titre : Kilomètre zéro[1]
- Titre original : Нулевой километр (Nulevoj kilometr)
- Réalisateur : Pavel Sanaïev (ru)
- Scénario : Pavel Sanaïev (ru)
- Photographie : Aleksandr Nossovski (ru)
- Montage : Igor Litoninski
- Décors : Youlia Kozlova
- Musique : Andreï Feofanov, Andreï Komissarov, Vsevolod Saksonov
- Production : Sergueï Bobkov, Leonid Litvak, Dmitri Nesterov
- Société de production : Globus, Groupe Cinemotion
- Pays de production :  Russie
- Langue de tournage : russe
- Format : Couleurs
- Durée : 87 minutes
- Genre : Action, thriller et romance
- Dates de sortie :
  - Russie : 23 octobre 2007

## Distribution
- Svetlana Khodtchenkova : Alina
- Aleksandr Lymarev (ru) : Kostia
- Konstantin Krioukov : Artur
- Ivan Jidkov : Oleg
- Dmitri Naguiev : Sergueï Borisovitch
- Youri Tsourilo : Bondarev
- Elena Sanaïeva (ru) : Olag Sergueïevna
- Andreï Malakhov (apparition)
- Fiodor Bondartchouk (apparition)